# Konstancija Francuska, grofica Toulousea
Konstancija/Konstanca (Constance) bila je francuska kraljevna, kći kralja Luja VI. i njegove supruge Adelajde de Maurienne. Kralj Luj VII. bio je brat princeze Konstancije.
Godine 1140., Konstancija se udala za grofa Eustahija IV., čiji je otac bio kralj Stjepan. Konstancija je postala bulonjska grofica nakon smrti Eustahijeve majke, kraljice Matilde, koja je bila grofica suo iure. Eustahiju Konstancija nije rodila djecu.
Nakon što je postala udovica, Konstancija se preudala za Rajmunda V. Tuluškog, kojem je rodila Rajmunda VI. Međutim, ovaj brak nije bio sretan po Konstanciju, koja se žalila bratu. Upravo je Konstancijin brat Luj bio dogovorio brak, koji je 1166. završio tako što je grof „otpustio“ Konstanciju.